# 3863 Ґільяровський
3863 Ґільяровський (3863 Gilyarovskij) — астероїд головного поясу, відкритий 26 вересня 1978 року.
Тіссеранів параметр щодо Юпітера — 3,541.